# Absolutif
En linguistique, l’absolutif est un cas grammatical présent dans les langues ergatives. Il y marque le sujet des verbes intransitifs ainsi que l'objet des verbes transitifs. Il fonctionne en opposition au cas ergatif, qui marque le sujet des verbes transitifs.
|                   | Langue accusative                                               | Langue ergative                                                                      |
| ----------------- | --------------------------------------------------------------- | ------------------------------------------------------------------------------------ |
| Verbe intransitif | Le chien (sujet - nominatif) aboie.                             | Le chien (sujet - absolutif) aboie                                                   |
| Verbe transitif   | Le chat (sujet - nominatif) mange la souris (objet - accusatif) | La souris (objet - absolutif) [« mange » = est mangée par] le chat (sujet - ergatif) |

Par rapport à la compréhension usuelle (en français) des cas se divisant entre sujet et objet, tout se passe comme si dans une langue ergative, tous les verbes transitifs avaient une forme grammaticale active mais un sens passif. Cette situation existe en français, mais de manière exceptionnelle, avec le verbe « manquer » dans la phrase de type :
« Le chat (objet réel = sujet formel = absolutif) manque (forme active = sens passif) à ma mère (sujet réel = complément indirect formel = ergatif) » (c'est en fait ma mère qui souffre de l'absence, le chat n'a aucune action en tant qu'agent).
Par exemple :
- En basque, le nom mutil (« garçon ») prend la désinence de l'absolutif singulier -a aussi bien en tant que sujet de la phrase intransitive Mutila etorri da (« le garçon est venu ») qu'objet de la phrase transitive Irakasleak mutila ikusi du (« le professeur a vu le garçon »), dans laquelle le sujet prend la désinence ergative -ak.
- En tonguien, le nom e talavou (« le garçon ») est précédé de la particule 'a indiquant le cas absolutif aussi bien en tant qu'objet de la phrase transitive Na'e taamate'i 'a e talavou 'e Tolu (« Tolu a vu un garçon »), qu'en tant que sujet de la phrase intransitive Na'e lea 'a e talavou (« le garçon a parlé »).
- En géorgien, le nom Vano reste à la forme absolutive aussi bien en tant qu'objet de la phrase transitive Sotam Vano gaatsila "შოთამ ვანო გააცილა" (« Sota a accompagné Vano »), qu'en tant que sujet de la phrase intransitive Vano daimala "ვანო დაიმალა" (« Vano s'est caché »).

L'absolutif est la forme de citation habituelle des substantifs dans les langues ergatives, et est souvent caractérisé implicitement par l'absence de marque.